# Bismut(III)telluride
Bismuttelluride is een anorganische verbinding van bismut en telluur, met als brutoformule Bi2Te3. De stof is een grijs poeder en is een halfgeleider. Het komt in de natuur voor als het mineraal tellurobismutiet.

## Toepassing
Als halfgeleidermateriaal wordt bismut(III)telluride samen met antimoon en seleen gebruikt in thermokoppels en infrarooddetectoren. Het kan ook gebruikt worden voor het opwekken van thermische elektriciteit (thermo-elektrische generator) en als koelmiddel voor halfgeleidercompenten (peltier-element).